# La escala de seda
La scala di seta (título original en italiano, La scala di seta; en español, La escala de seda) es una farsa comica en un acto con música de Gioachino Rossini y libreto en italiano de Giuseppe Maria Foppa. Se estrenó en el Teatro San Moisè de Venecia el 22 de mayo de 1812. En España se estrenó en 1823 en el Teatro de la Santa Cruz de Barcelona.
Esta ópera se representa muy poco. En las estadísticas de Operabase aparece con sólo 4 representaciones en el período 2005-2010.